# 7 août 1990
Le mardi 7 août 1990 est le 219e jour de l'année 1990.

## Naissances
- Adrien Pélissié, joueur français de rugby à XV
- Alex Brundle, pilote automobile britannique
- Axel Domont, coureur cycliste français
- Carter Capps, joueur américain de baseball
- Evgeniy Belov, fondeur russe
- Hermann Pernsteiner, coureur cycliste autrichien
- Jake Allen, joueur canadien de hockey sur glace
- Francisco Cantero, coureur cycliste espagnol
- José Dominguez, joueur dominicain de baseball
- Josh Franceschi, chanteur britannique faisant partie du groupe You Me at Six
- Julian Savea, joueur néo-zélandais de rugby à XV
- Katrin Thoma, rameuse allemande
- Mohamed Ali Mhadhbi, joueur tunisien de football
- Narissara France, mannequin britannique
- Rhys Gillett, coureur cycliste australien
- Selena Rose, actrice pornographique américaine
- Tashaun Gipson, joueur de football américain
- Tate Forcier, joueur de football américain
- Tom Beugelsdijk, footballeur néerlandais
- Tony Zych, joueur américain de baseball
- Uri Martins, coureur cycliste mexicain
- Victoria Macaulay, joueuse américaine de basket-ball

## Décès
- Diego Carpitella (né le 12 juin 1924), anthropologue, ethnomusicologue et réalisateur italien
- Gebhard Müller (né le 17 avril 1900), personnalité politique allemande

## Événements
- En Afrique du Sud, l'ANC abandonne la lutte armée, créant les conditions d'une négociation politique pour mettre fin à l'apartheid. En échange, le gouvernement libère tous les prisonniers politiques et accorde l'amnistie à 20 000 militants de l'ANC en exil.
- Guerre du Golfe : 
  - Les premiers régiments américains de la 82e division aéroportée et des officiers de l'armée navale arrivent à Dhahran, une immense plate-forme pétrochimique au nord-est de l'Arabie. En trois mois, les forces américaines s'élèveront à 200 000 soldats, un millier d'avions, 700 chars d'assaut et 80 navires de combat.
  - Le général Hansford Johnson, chef de la logistique, dira plus tard : « C'est le pont aérien le plus important jamais entrepris par les États-Unis sur une aussi courte période. » 95 % des avions C-5 Galaxy (110 tonnes de fret) et C-141 Starlifter (35 tonnes de fret) du Military Airlift Command ont été mobilisés.
  - En face, l'Irak disposerait de près d'un million de soldats, 4 000 chars et véhicules blindés, 700 avions, de milliers de pièces d'artillerie, et de 700 missiles sol-sol Scud de fabrication soviétique, pouvant transporter une charge chimique.
- La France est le 23e État (le premier dans l'Europe Communautaire) à ratifier la Convention relative aux droits de l'enfant.